# Pajeb Sårvejaure
Pajeb Sårvejaure är en sjö i Arjeplogs kommun i Lappland och ingår i Skellefteälvens huvudavrinningsområde. Sjön har en area på 0,531 kvadratkilometer och ligger 766,5 meter över havet.

## Delavrinningsområde
Pajeb Sårvejaure ingår i det delavrinningsområde (738916-151079) som SMHI kallar för Utloppet av Pajeb Sårvejaure. Medelhöjden är 937 meter över havet och ytan är 8,35 kvadratkilometer. Det finns ett avrinningsområde uppströms, och räknas det in blir den ackumulerade arean 24,15 kvadratkilometer. Vattendraget som avvattnar avrinningsområdet har biflödesordning 4, vilket innebär att vattnet flödar genom totalt 4 vattendrag innan det når havet efter 377 kilometer. Avrinningsområdet består mestadels av kalfjäll (94 procent). Avrinningsområdet har 0,53 kvadratkilometer vattenytor vilket ger det en sjöprocent på 6,3 procent.